# Alberto Vázquez (actor español)
Alberto Vázquez Minguela (nacido en Valladolid el 9 de febrero de 1964) es un actor, cantante, escritor y ocasionalmente director y productor de teatro español. Se ha hecho popular por su intervención en varias series de televisión de máxima audiencia en España como Amar en tiempos revueltos, Cuéntame cómo pasó, Hospital Central y Yo soy Bea, entre otras.  

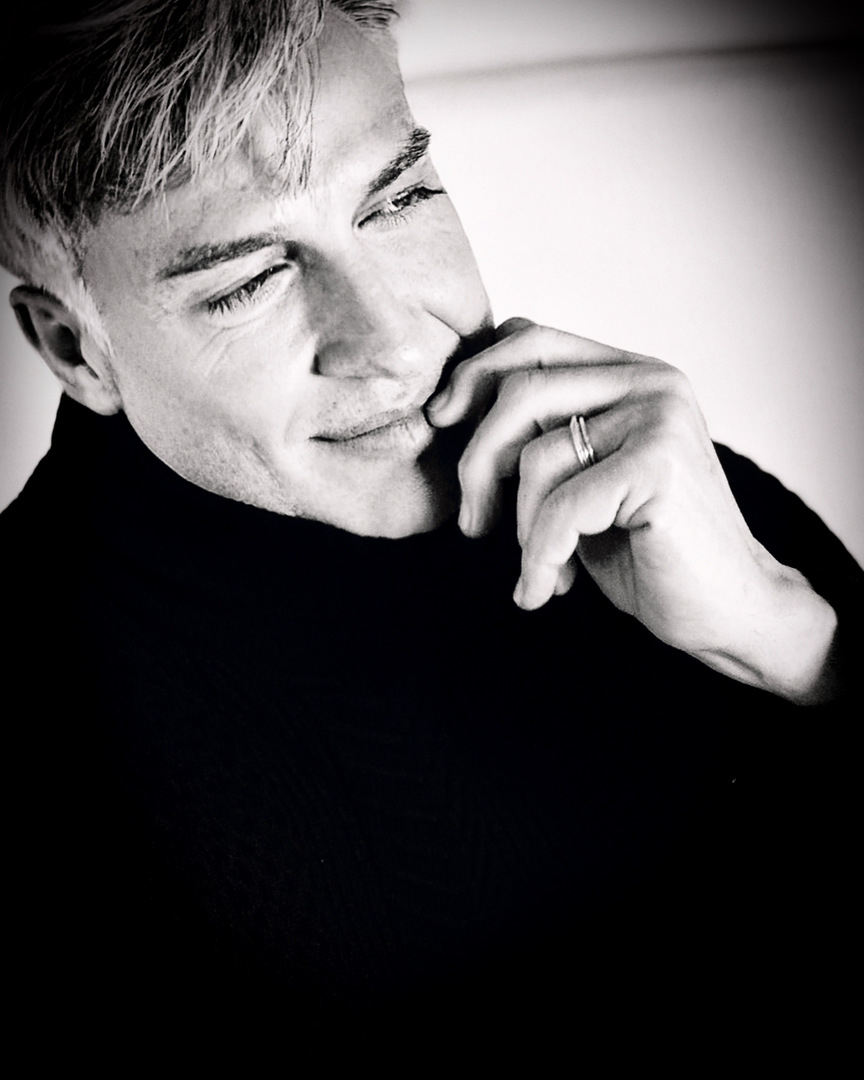
Alberto Vázquez

Protagonizó el estreno, con gran éxito, en Madrid de Mamma Mia!, Por esta interpretación obtuvo el premio “Marmara” al mejor actor protagonista (2006) en el papel de Sam.
Su éxito teatral ha continuado con grandes montajes como Ana Frank, un canto a la vida, Antoine o el gran montaje El médico, el musical o El Tiempo entre costuras un musical con el que recorrerá España este 2023-2024
Ha presentado su primer libro "Curar-Sé" , obra donde podemos encontrar: aforismos, pensamientos, breves reflexiones y consejos de conducta. Filosofía práctica con un único fin que el propio autor reconoce al principio: mejorar la vida de las personas. Cura-sé ya está en su segunda edición. Se puede conseguir aquí 
Alberto ha ganado el primer premio del I Certamen de Microrrelatos "Manuel Ruiz Zorrilla" que otorga el Ilustrísimo Ayuntamiento de El Burgo de Osma- Ciudad de Osma, con el relato "Llamadme Uxama, Uxama Argaela"

## Trayectoria
Los primeros años de su carrera se desarrollaron en Argentina, en la década de los noventa, donde participó en varias series y películas, como por ejemplo Con Alma de Tango, Por siempre Mujercitas o Ricos y famosos. Se subió a los escenarios argentinos con la obra Ángeles en América. 
A su regreso a España, comenzó a participar regularmente en distintas series de televisión de gran popularidad como El Secreto, Calle Nueva, La verdad de Laura, Amar en tiempos Revueltos y Cuéntame cómo pasó. También interpretó en películas como El alquimista impaciente o Los novios búlgaros. 
Su carrera siguió desarrollándose en cine, teatro y televisión. Y es aquí donde su rostro se hace popular, para los televidentes españoles, ya que interviene en la serie Cuéntame cómo pasó. Pero su incorporación en 2012 a Amar en tiempos revueltos, en el papel de Félix Rivera, le hace aun más conocido.
Por supuesto su vida en la televisión ha continuado, lo hemos podido ver en Servir y Proteger, Centro Médico, Yo soy Bea, Hospital Central entre otras series.
En el mundo del cine también ha rodado con los grandes. Lo pudimos ver encarnando un personaje misterioso y fascinante en Autoréplica, dirigida por Daniel Cabrero. O rodando a las órdenes de Ignacio Oliva la película El Hereje, junto a actores de la talla de Pedro Casablanc, Raúl Prieto o Ana Otero. Más recientemente ha rodado Coda 77 a las órdenes de Daniel Cabrero, que ha sido seleccionada en festivales tan importantes como: Balavista International Genre Film Festival (Hannover, Alemania) o Top Indie Film Awards (Tokio, Japón). Y la más reciente IN ALBIS, dirigida también por Daniel Cabreo y que ya ha sido seleccionada para Cardiff International Film Festival en este año de 2022.
En el teatro ha participado en grandes montajes. Es un actor importante en todos los terrenos, tanto en el teatro musical como de texto. Sirvan de ejemplo Mamma Mia! donde destacó, El diario de Anna Frank, Fiebre del sábado noche o La Regenta. Su amor por las tablas los demuestra con grandes trabajos como La Jaula de Grillos o el musical que se ha escrito y estrenado en España sobre El principito: Antoine. Actualmente y hasta el 2023 estará formando parte de la producción española El médico, el musical donde interpreta al personaje de Avicena.
Ha alternado su trabajo como actor de cine, televisión y teatro con alguna incursión ocasional en el mundo de la producción y dirección de teatro. En 2006 produjo la obra Bent (Gina Piccirlli), labor por la que obtuvo el premio “Telón Chivas” a la mejor producción nobel. Produjo y protagonizó, junto a Natalia Millán y Marta Valverde el musical-cabaret Hacemos un trio?. O por poner otro ejemplo en el 2008 produjo La Damita del abanico azul.
Como director podemos destacar en el 2015-2016 Estoy pensando en ti, un tributo a Mari Trini. O en el 2020, para celebrar el aniversario de las salas de Microteatro dirigió Solo quiero dinero.
En su faceta como cantante, editó un disco de versiones de los años 70 bajo el título Canciones Robadas, debido a su éxito se reeditó con 5 temas añadidos, dando lugar al disco llamado Aquellos Maravillosos Años.
En 2017 editó su tercer disco con los grandes éxitos de los primeros años del festival de Eurovisión, "Recordando Eurovisión"
Su faceta como escritor le ha llevado a colaborar con la revista https://bekultura.com/ donde podemos leer opiniones sobre diferentes espectáculos, nos ayuda a conocer personas que ya no están pero que siguen siendo parte de nuestras vidas culturales o realiza entrevistas a personajes relevantes.

## Actividad como actor de televisión
| Año          | Título                    | Cadena    |
| ------------ | ------------------------- | --------- |
| 2018         | Servir y Proteger         | RTVE      |
| 2017         | Centro Médico             | RTVE      |
| 2015-2016    | Yo Quisiera               | Divinity  |
| 2014         | Vive Cantando             | Antena 3  |
| 2014         | Cita a ciegas             | Cuatro    |
| 2012         | Amar en tiempos revueltos | RTVE      |
| 2010-2011    | Hospital Central          | Telecinco |
| Temporada XI | Cuéntame como pasó        | RTVE      |
| 2009         | Yo soy Bea                | Telecinco |
| Temporada X  | Cuéntame como pasó        | RTVE      |
| 2007         | C.L.A No somos ángeles    | Antena 3  |
| 2006         | Hospital Central          | Telecinco |
| 2006         | Los simuladores           | Cuatro    |
| 2005         | El Pasado es mañana       | Telecinco |
| 2002         | La verdad de Laura        | RTVE      |
| 2000-2001    | El secreto                | RTVE      |
| 1999-2000    | Calle Nueva               | RTVE      |
| 1999         | Trillizos                 | Canal 11  |
| 1998         | Ricos y Famosos           | Canal 9   |
| 1998         | Verdad Consecuencia       | Canal 13  |
| 1998         | Poliladrón                | Canal 13  |
| 1997         | El Arcángel               | Canal 11  |
| 1996         | Por siempre...mujercitas  | Canal 9   |
| 1995         | Con alma de tango         | Canal 9   |

## Largometrajes
| Año  | Título                     | Director               |
| ---- | -------------------------- | ---------------------- |
| 2023 | Por tus muertos            | Sayago Ayuso           |
| 2022 | Etupendas                  | Daniel cabrero         |
| 2021 | IN ALBIS                   | Daniel Cabrero         |
| 2021 | Zamorana, todo por su hija | Martí Guarch           |
| 2020 | Coda 77                    | Daniel Cabrero         |
| 2018 | El Hereje                  | Ignacio Oliva          |
| 2015 | Medidas cautelares Teaser  | J.A. Casablanca        |
| 2014 | Autoréplica                | Daniel Cabrero         |
| 2011 | Cruzados                   | Miguel Ángel Cárcano   |
| 2011 | Una canción                | Inmaculada Hoces       |
| 2009 | Y Viceversa                | Miguel Alcantud        |
| 2008 | La sombra del sol          | David Blanco           |
| 2004 | Catarsis                   | Ángel Fernández Santos |
| 2003 | A la sombra de los sueños  | Emilio Ruiz Barrachina |
| 2003 | Arizona Sur                | Daniel Pensa           |
| 2002 | Los novios búlgaros        | Eloy de la Iglesia     |
| 2001 | El alquimista impaciente   | Patricia Ferreira      |
| 1998 | Frontera Sur               | Gerardo Herrero        |
| 1997 | El Che                     | Anibal di Salvo        |
| 1997 | Veredicto final            | Jorge Darnell          |

## Cortometrajes
| Año  | Título                | Director                          |
| ---- | --------------------- | --------------------------------- |
| 2018 | Un mundo salvaje      | Rodrigo Marini y David Santamaría |
| 2012 | Invitada              | Eva Mª Esteban                    |
| 2012 | Maldito lunes         | Eva Lesmes                        |
| 2011 | Corto a la carta      | Adrián Silvestre                  |
| 2011 | Postigom              | Abram Tomas                       |
| 2011 | Mascarada             | Martín Velasco Berlotto           |
| 2010 | Ukemi                 | José Antonio Molina               |
| 2010 | La Fuente             | Cinema VIP en Lerma               |
| 2010 | Palabras              | José Alberto Ramos                |
| 2010 | Slides                | Jesús Liedo                       |
| 2008 | 101                   | Aless Garpe e Isaak Gracias       |
| 2008 | El último pecado      | Carlos Almagro y Rodrigo Perea    |
| 2004 | El Taxidermista       |                                   |
| 2002 | A través de su mirada | José Manuel Silvestre             |
| 1999 | Acción....Reacción    |                                   |

## Actividad como actor de teatro y musical
| Año       | Título                               | Director                        |
| --------- | ------------------------------------ | ------------------------------- |
| 2025-2026 | Los Pilares de la Tierra, el musical | Ignasi Vidal                    |
| 2024-2025 | Los Pilares de la Tierra, el musical | Ignasi Vidal                    |
| 2023-2024 | El tiempo entre costuras, el musical |                                 |
| 2021-2023 | El Médico, el musical                | Ignasi Vidal                    |
| 2022-2023 | La Gran Noche de la Música           |                                 |
| 2020-2021 | Antoine                              | Ignasi Vidal                    |
| 2019      | Maravilloso fue volver               | José Sáiz                       |
| 2017-2018 | No te vistas para cenar              | José Sáiz                       |
| 2016-2017 | La Jaula de Grillos                  | José Sáiz                       |
| 2015      | La Regenta                           | Marina Bollain                  |
| 2013-2015 | ¿Hacemos un trío?                    | Zenón Recalde-César Belda       |
| 2011-2012 | Creo en Elvis                        | Mariano Rochmand                |
| 2009      | Fiebre del sábado noche              | Karen Bruce                     |
| 2008      | El Diario de Ana Frank               | García Chávez/Azpilicueta       |
| 2004-2007 | Mamma Mia                            | Paul Garrington                 |
| 2004      | Yo creo...que fue ese día            | Daniel Freire                   |
| 2002      | Mamoria y olvido                     | Ferrán Madico                   |
| 2001-2002 | Freno de mano                        | Mariel Bignasco                 |
| 1999-2000 | El mar, la mar                       |                                 |
| 1997-1998 | Ángeles en América                   | Alejandra Boero y Julio Baccaro |
| 1995      | My Fair Lady                         | Juan José Alonso Millán         |

## Actividad como director de teatro
| Año       | Título                                      |
| --------- | ------------------------------------------- |
| 2020      | Sólo quiero dinero                          |
| 2015-2016 | Estoy pensando en ti (tributo a Mari Trini) |
| 2010      | All I Want is Money                         |
| 2005      | El nombre                                   |

## Premios
| Año  | Premio              | Nominación                                                     | Puesto    |
| ---- | ------------------- | -------------------------------------------------------------- | --------- |
| 2009 | Premios Gran Vía    | Nominado a mejor actor protagonista por El diario de Ana Frank | Finalista |
| 2007 | Premio Telón Chivas | Nominado como mejor productor Nobel por Bent                   | Ganador   |
| 2006 | Premios Mármara     | Nominado a mejor actor protagonista pro Mamma Mia              | Ganador   |